# Drijvende egelskop
Drijvende egelskop (Sparganium angustifolium) is een vaste plant, die behoort tot de egelskopfamilie (Sparganiaceae). De soort staat op de Nederlandse Rode lijst van planten als zeer zeldzaam en sterk afgenomen. De plant komt van nature voor op het Noordelijk halfrond. Het aantal chromosomen is 2n = 30.

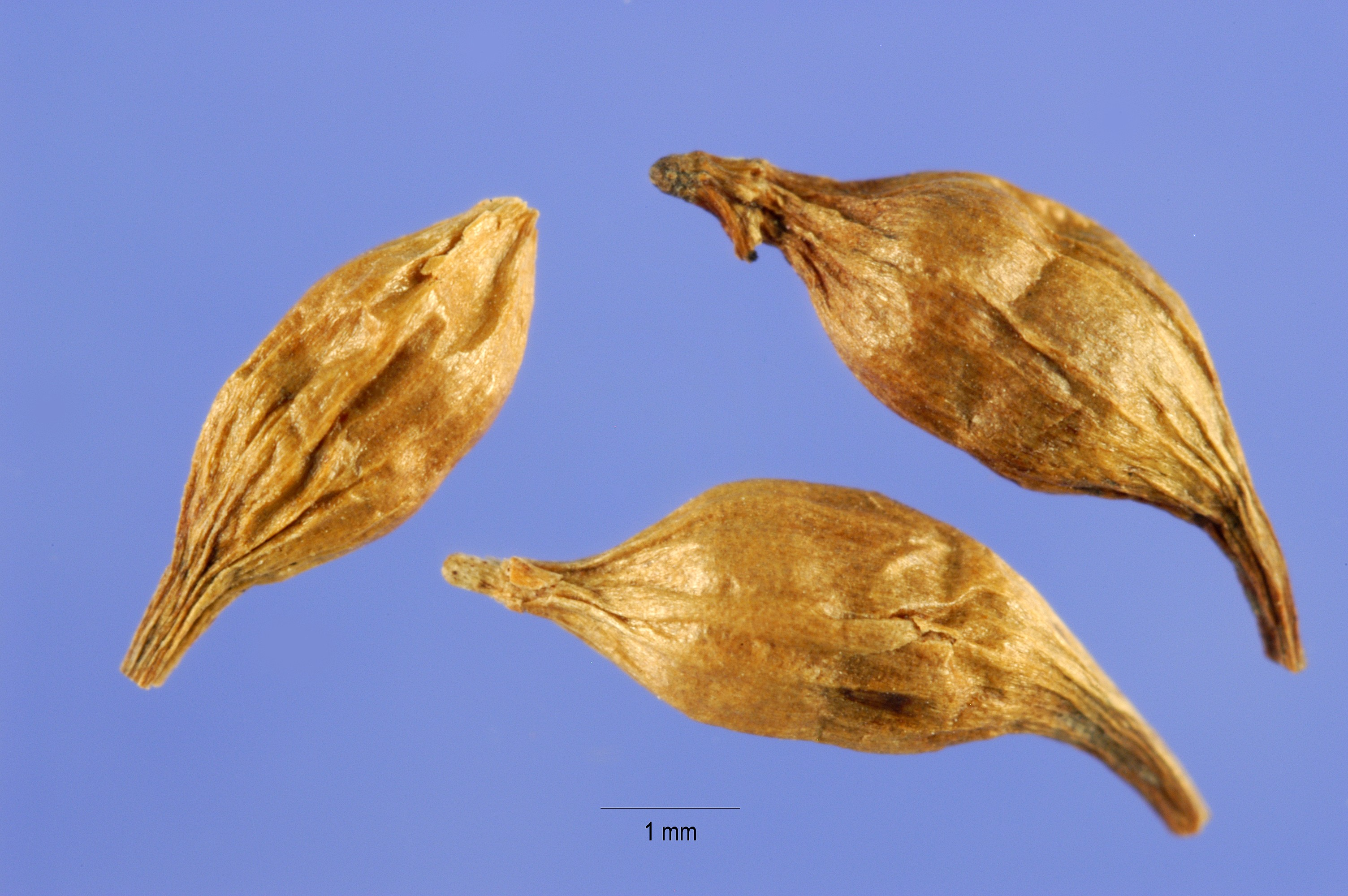
Vruchten

De plant wordt 10-100 cm lang, vormt een wortelstok (rizoom) en heeft meestal 2-6 mm brede, platbolle, meestal drijvende bladeren, die aan de onderzijde gekield zijn.
Drijvende egelskop bloeit van juni tot augustus met twee of drie mannelijke hoofdjes, die dicht op elkaar zitten, waardoor het op één hoofdje lijkt. De witgele tot groenige vrouwelijk bloemen zitten in twee tot drie hoofdjes onder de mannelijke bloemen en hebben een ongeveer 1 mm lange stempel. De helmknoppen zijn ook 1 mm lang. De onderste schutbladen zijn aan de voet breed vliezig gerand tot geoord.
De rood- tot bruinachtige vrucht is een 3-5,5 mm lang, eirond, gesnaveld nootje.
De plant komt voor in veenplassen en vennen vooral vlak bij stuifzandgebieden.

## Namen in andere talen
De namen in andere talen kunnen vaak eenvoudig worden opgezocht met de interwiki-links.
- Duits: Schmalblättriger Igelkolben
- Engels: Floating Bur-reed
- Frans: Rubanier à feuilles étroites